# Поворотный треугольник

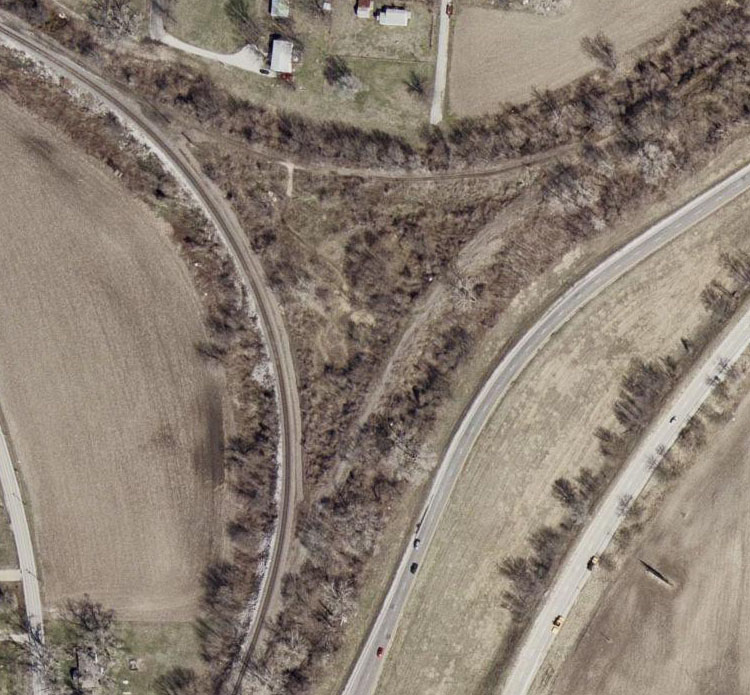
Поворотный треугольник
(разобраны две ветви)

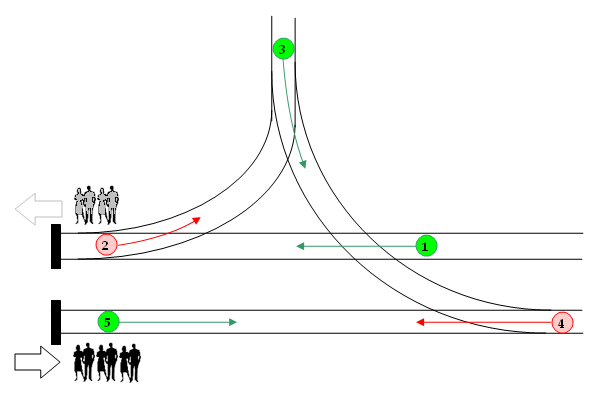

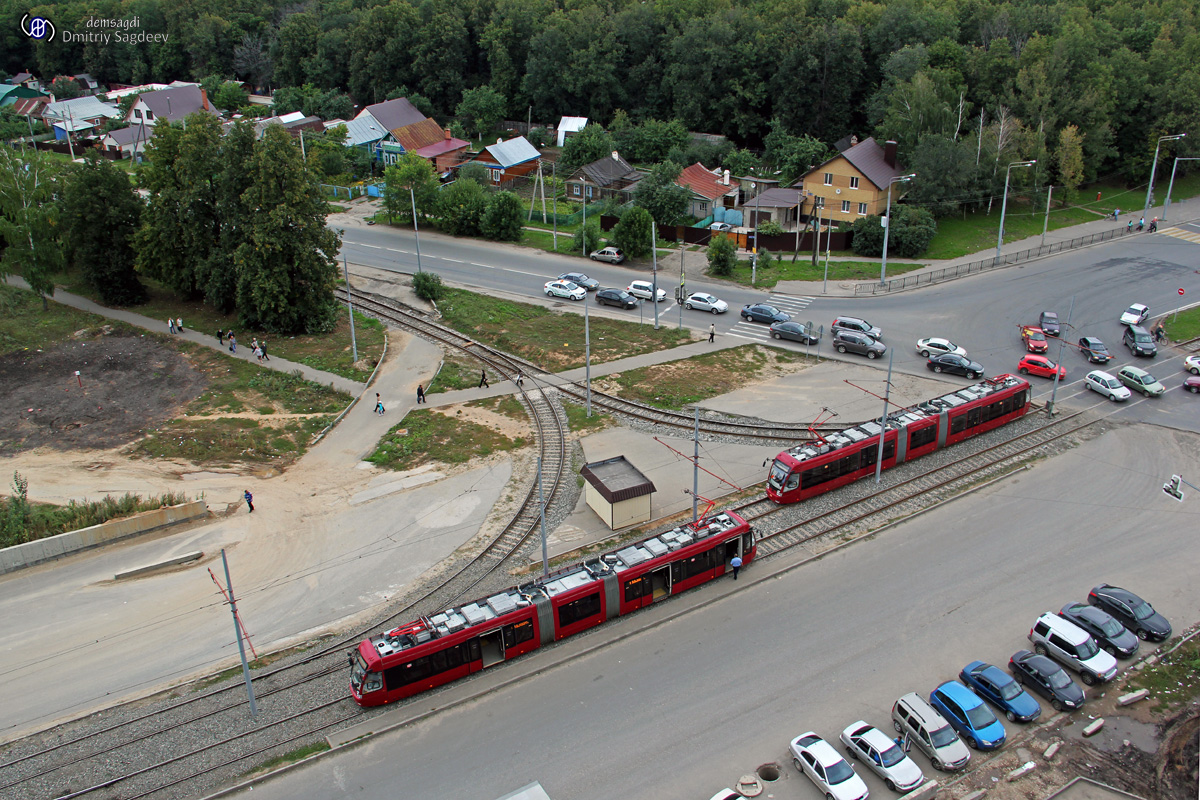
Треугольник для оборота односторонних трамваев на конечной станции «Солнечный Город», Казань

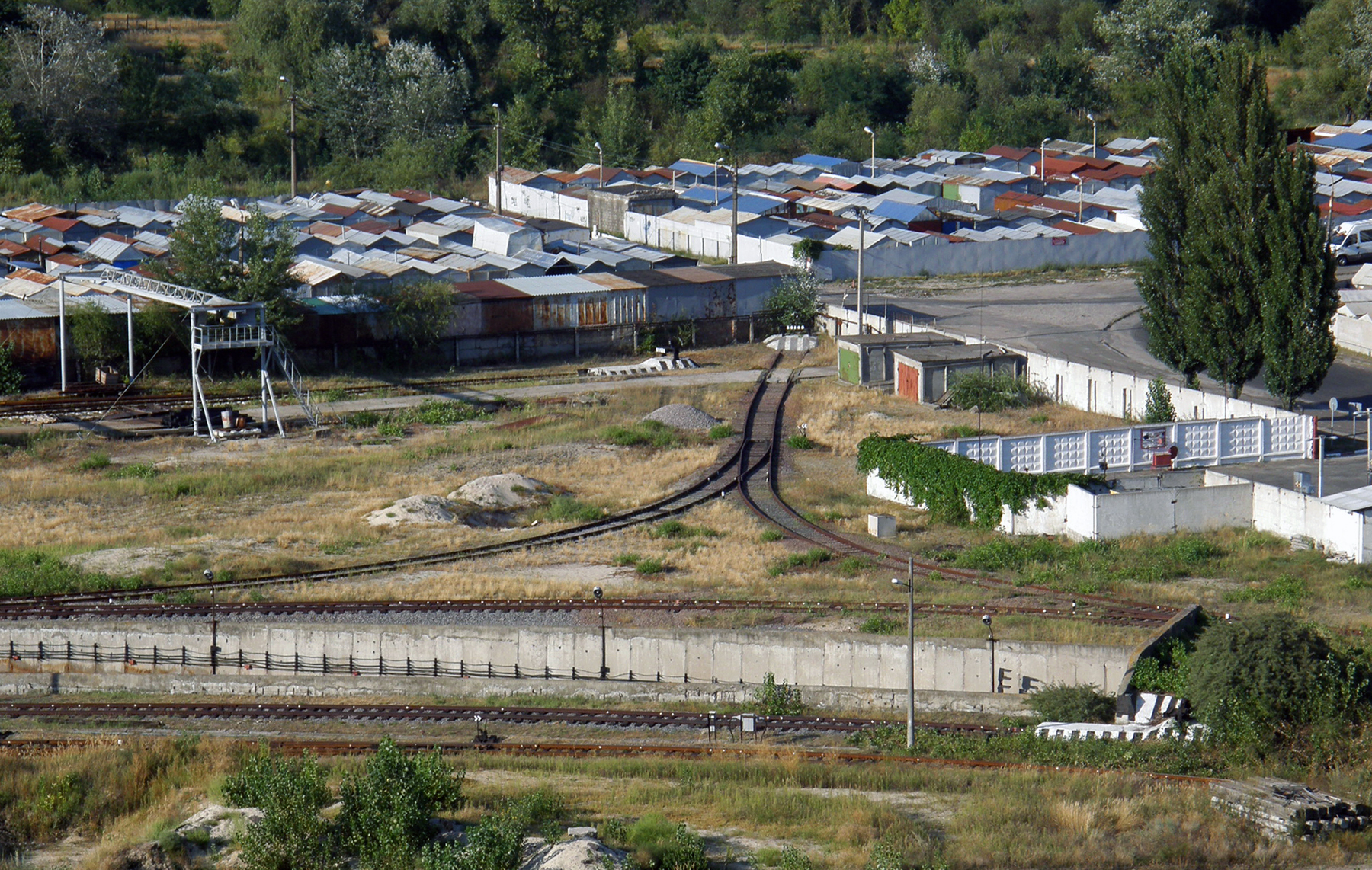
Поворотный треугольник в электродепо «Оболонь»

Поворо́тный треуго́льник — соединение железнодорожных или трамвайных путей в виде криволинейного треугольника, с помощью которого можно развернуть на 180° единицу подвижного состава.
Обычно разворота требует тяговый подвижной состав, имеющий кабину машиниста только с одной стороны. Иногда разворачивают и вагоны, курсирующие по одной изолированной линии — для обеспечения равномерного износа колёсных пар.
Поворотный треугольник обычно состоит из сквозного пути, двух криволинейных ветвей и тупика с упором. Обе ветви соединяются между собой и со сквозным путём с помощью стрелок. Также возможен вариант треугольника с одним выездом, в этом случае у треугольника два тупика. Длина тупика проектируется из расчёта установки на нём двух локомотивов, обращающихся на этом участке, с запасом в 5 метров. Минимальный радиус кривых треугольника не может быть меньше, чем радиус кривых, которые может проходить подвижной состав, и обычно составляет 180—200 метров.
Основным преимуществом поворотного треугольника перед поворотным кругом является отсутствие больших затрат на его устройство и обслуживание. Также на поворотном треугольнике относительно легко можно развернуть большой состав, в то время как на поворотном круге необходимо разворачивать каждый вагон по отдельности. Основной недостаток — большая площадь, необходимая для устройства треугольника.
Иногда поворотный треугольник не строится как отдельное устройство, а образуется за счет соединения нескольких близко расположенных станций.
В связи с тем, что поворотные треугольники обычно располагаются в локомотивных депо, для экономии места между ветвями треугольника располагают цеха депо, пункт реостатных испытаний, топливный склад или другие сооружения депо.
Поворотные треугольники наиболее распространены на железных дорогах Соединённых Штатов. Причин тому несколько. Многие американские железные дороги появлялись в малообжитых районах, и у строителей была полная свобода в строительстве необходимых коммуникаций. Кроме того, первые локомотивы на американских дорогах могли тянуть состав только в одном направлении, и для движения в противоположную сторону им нужно было разворачиваться. Также в США широко распространены вагоны, для которых ориентировка имеет значение. Например, платформы для перевозки автомобилей должны двигаться в определённом направлении.
В Европе строительство железнодорожных путей началось при уже развитой инфраструктуре, и возможности для строительства таких пространных сооружений были ограничены. Тем не менее, в Праге есть поворотный треугольник трамвая: 50°04′15″ с. ш. 14°26′03″ в. д.
В России поворотных треугольников относительно немного. Все пассажирские и грузовые вагоны, используемые на российских железных дорогах, безразличны к направлению движения, и даже пассажирские поезда собирают из вагонов в произвольном положении, что можно заметить по разному расположению коридоров, рабочих тамбуров, котловой стороны вагона. Инструкций, регламентирующих положение котловой части пассажирского вагона (в которой находится купе проводника и рабочий тамбур), на сети РЖД не существует.

## Разворотная звезда

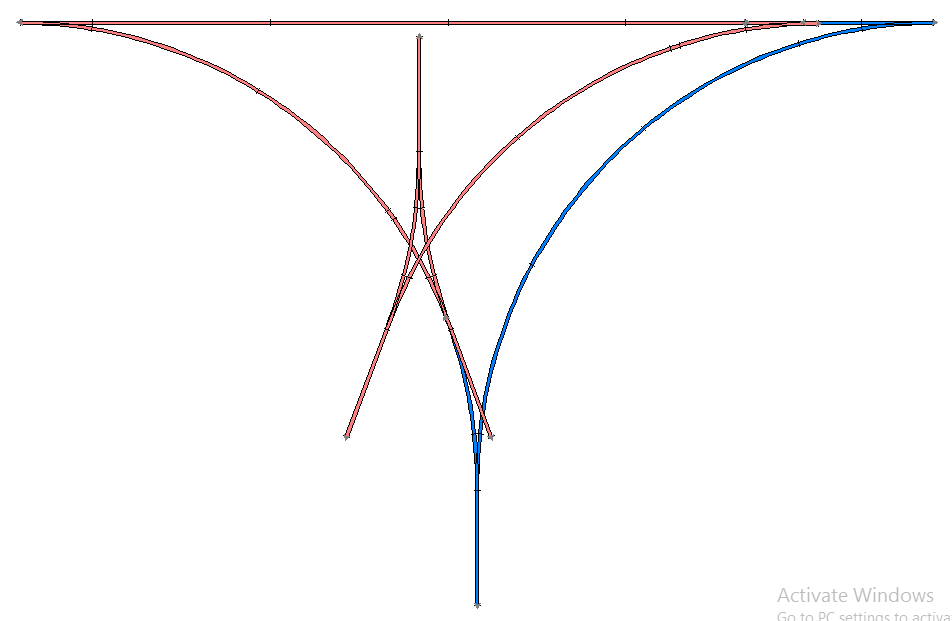
Сравнение размеров разворотного треугольника и разворотной звезды при одинаковом радиусе кривых

В стеснённых условиях, когда нужно разворачивать немного вагонов или один только локомотив, но нет места для сооружения разворотного треугольника, применяется более сложная, но компактная конструкция —
разворотный пятиугольник, или разворотная звезда (итал. Stella di inversione), по форме напоминающая пентаграмму.
Пятиугольник отличается от треугольника тем, что один из «углов» как бы вывернут внутрь, тем самым уменьшая общую ширину сооружения. Реализация такой схемы требует 5 стрелочных переводов (против 3 для треугольника) и 3 глухих пересечения, за счёт чего пятиугольник дороже в сооружении и эксплуатации, чем треугольник. Для разворота единицы подвижного состава нужно совершить 4 смены направления движения, тогда как на треугольнике — только две.